# Casa de socorro

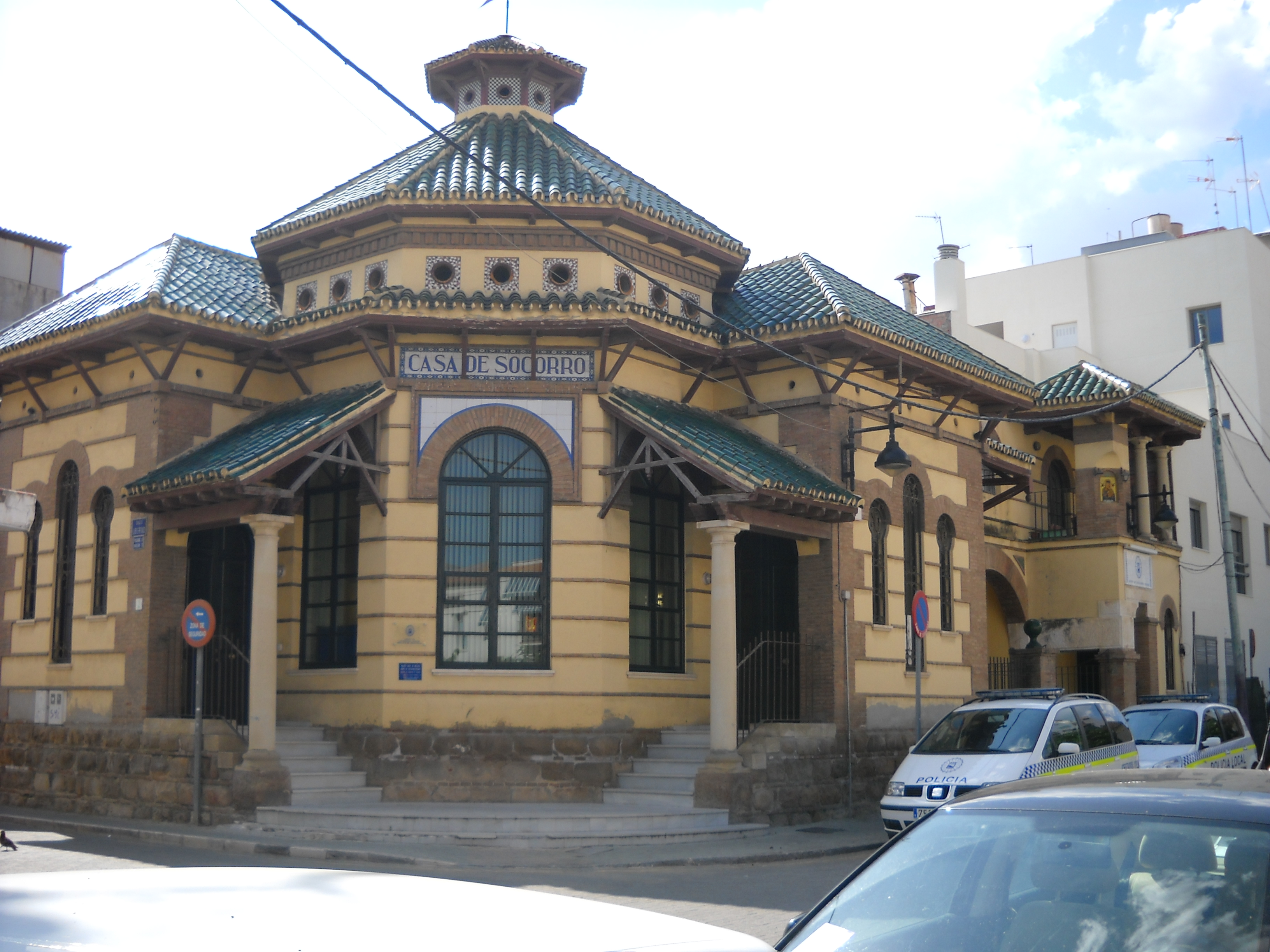
Antigua casa de socorro en el Llano de la Trinidad, Málaga

Las casas de socorro eran primitivamente establecimientos de beneficencia destinados a acoger a los huérfanos y otros desamparados. Más tarde se le daría ese mismo título a los centros sanitarios de atención primaria, también desaparecidos en la década de 1980, tras la creación del Sistema Nacional de Salud, si bien aún se conserva y en pleno funcionamiento la Casa de Socorro de Alcalá de Henares (Madrid) situada en una casa palacio del siglo XVIII, prestando servicio durante la Pandemia de COVID-19  del año 2020 cuando los Centros de Atención Primaria se encontraban cerrados.

## Casas de socorro delsigloXIXen España
En las casas de socorro se acogían a los niños sin padres y niños de las casas de maternidad que hubieran cumplido seis años de edad, como también a los impedidos y a los demás pobres de ambos sexos que no tuvieran recurso alguno para proporcionarse el sustento diario.
Según la legislación vigente en España en el siglo xix, además de la primera enseñanza que se proporcionaba a los niños y niñas de estas casas, en todas ellas se establecían los talleres que fueran más análogos a las necesidades y producciones de la provincia sin que supusiera ello perjuicio para la industria privada. A toda persona de uno y otro sexo que llegara a ganar más de lo que la casa gastase en su manutención, se le reservaba el excedente en un fondo de ahorros que más tarde se le entregaría al dejar la institución.
Una junta de beneficencia podía, según las necesidades nombrar una, dos o más personas de la confianza de la dirección para la gestión de la institución.